# Masculinidad

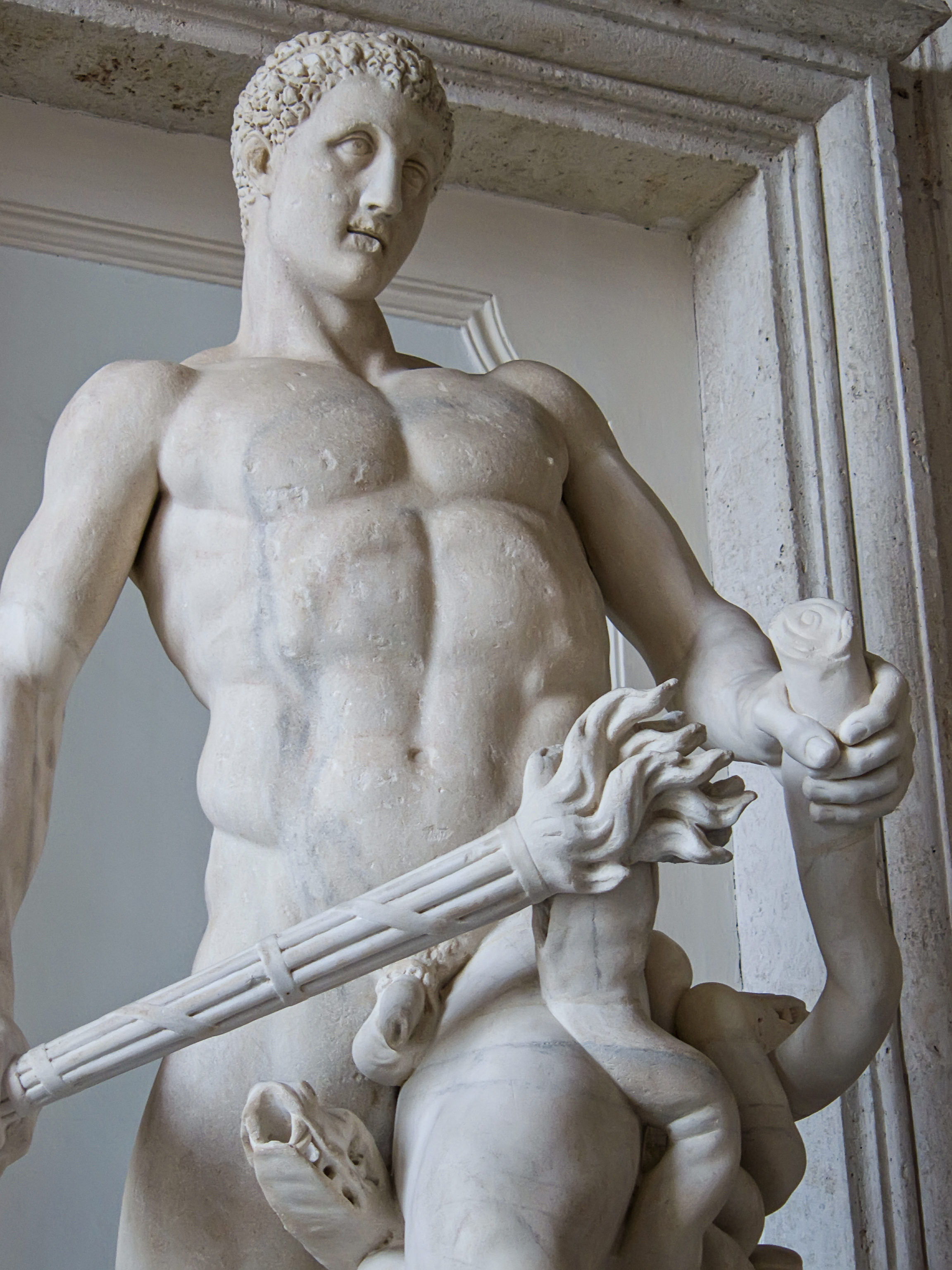
En la mitología griega, Hércules es sinónimo de masculinidad, junto a Apolo.

La masculinidad o las masculinidades (también llamada hombría o virilidad en su acepción popular) son conjuntos de características sociales, culturales y biológicas que determinados grupos sociales consideran que los hombres poseen o deben poseer, pero que también pueden poseer las mujeres. Las ciencias sociales hablan en plural de masculinidades y distinguen la masculinidad hegemónica, variable según cada sociedad y época, de las masculinidades disidentes o alternativas. La falta de algunas o todas las características atribuidas a la masculinidad hegemónica, conlleva la estigmatización o desvalorización del varón por ser «menos hombre» o estar «feminizado».
Al respecto, Luciano Fabbri, señala que «la masculinidad no es un hecho biológico, no depende de los genitales con los que hayamos nacido», que más bien «es un conjunto de significados, siempre cambiantes, que construimos a través de nuestras relaciones con nosotros mismos, con los otros y con nuestro mundo. La masculinidad no es estática ni atemporal, es histórica», por lo que, su propuesta conceptual invita a pensar si la masculinidad es realmente un hecho biológico, social o cultural. Además, el autor señala que «la masculinidad no es una, ni es única», es decir, las masculinidades de varones de pueblos originarios no es igual o similar a la de hombres de sectores económicos bajo, medio e incluso alto, por citar un ejemplo.
Distintas corrientes académicas han señalado que las masculinidades están definidas por conjuntos de atributos, que incluyen los comportamientos y roles asociados con los hombres, niños y adultos, definidos social y biológicamente, distinta de la definición del sexo anatómico masculino. En esta línea de pensamiento académico, desde los estudios de género, se ha señalado que la masculinidad es también la construcción cultural de género que designa el rol de los varones en las sociedades.
En las sociedades en las que los varones predominan sobre las mujeres y en los grupos sociales que consienten esa situación, la masculinidad suele asociarse con diferentes valores y características, como el coraje, la independencia, la asertividad, la fuerza de voluntad, la ambición, la iniciativa, la racionalidad, el control emocional, la propensión a la guerra y la violencia, la fuerza muscular y el desarrollo intelectual, el dominio de habilidades, el estoicismo, la agresividad, la competitividad, la seguridad, la auto-represión de la afectividad, la práctica de ciertos deportes y no otros.
Los varones son educados y presionados para ajustar sus comportamientos a la masculinidad hegemónica. Inversamente se generan reacciones de hostilidad y represión cuando aparecen mujeres exhibiendo estas características o varones con otras masculinidades.
Erving Goffman, analizando los mecanismos del estigma, sostuvo que en Estados Unidos para no ser discriminado como varón había que ser «joven, casado, padre de familia, blanco, urbano, norteño, heterosexual, protestante, que recibió educación superior, que tiene un buen empleo, aspecto, peso y altura adecuados, y un reciente triunfo en los deportes»,  concluyendo que la masculinidad era un estereotipo, y como tal una formulación ideal que prácticamente nunca existe en la realidad y que no pueden alcanzar la mayoría de los hombres.
La concepción tradicional y hegemónica de «masculinidad» vincula y legitima la idea de que existe una relación natural entre el sexo masculino y la detención social del poder, especialmente en lo que refiere a la posición relativa de los hombres respecto de las mujeres. Esta ideología, conocida popularmente como machismo, ha condicionado a los hombres para desarrollar conductas caracterizando el riesgo, la ausencia de responsabilidad y el ejercicio de la violencia. Actualmente, la ideología machista es rechazada oficialmente en las sociedades contemporáneas. Sin embargo en la práctica todavía existen desigualdades o presión por perpetuarla.
En algunas culturas y dependiendo del idioma, los conceptos y objetos inanimados se consideran masculinos o femeninos (la contraparte de lo masculino). Así mismo en la actualidad, se consideran algunos diseños de objetos cotidianos y representaciones como «masculinas» o «femeninas» desde el punto de vista de ventas, diseño y mercadeo.

## Generalidades
El concepto de la masculinidad varía histórica y culturalmente; por ejemplo, aunque el dandi fue visto como un ideal de masculinidad del siglo XIX, es considerado afeminado por los estándares modernos. Similar a la masculinidad es la virilidad (del latín vir , «hombre»). Y por otro lado muchas actividades cotidianas que los hombres modernos realizan como lavar los platos o la ropa eran vistas como «afeminadas» en la antigüedad.

Actualmente existe un amplio espectro de investigaciones sobre el tema de la masculinidad y las masculinidades desde distintas ciencias sociales y con diferentes perspectivas.  El estudio de la masculinidad o las masculinidades han sido objeto tanto de la antropología, como la sociología, la filosofía, la psicología y el ámbito de la sexualidad y la salud reproductiva. El estudio académico de la masculinidad ha recibido una mayor atención durante la década de 1980 y principios de la de 1990, (por ejemplo, el número de cursos sobre el tema en los Estados Unidos pasó de 30 a más de 300). Esto ha provocado la investigación de la intersección de la masculinidad con otros ejes de la discriminación social y conceptos de otros campos, como la construcción social de la diferencia de género (prevalente en un número de teorías filosóficas y sociológicas).

El símbolo de Marte representa al varón.

Cualidades, características o roles masculinos, se consideran típicos de, o apropiados para, un niño o un hombre. Tienen grados de comparación: «más masculino» y «lo más masculino de todo», y lo contrario puede ser expresado por «poco masculino» o «epiceno». Según algunas fuentes, se entiende por masculinidades a un conjunto de construcciones culturales a través de la historia, por las cuales se les asignan a los varones ciertos roles sociales propios de su género. Desde esta perspectiva se le asignan, también, otras características a las mujeres. Por ejemplo, según el psicólogo Juan Carlos Ramírez Rodríguez, se espera de los varones que sean fuertes, independientes, agresivos, activos, resistentes, que soporten el dolor y que sean ellos los violentos. Normas masculinas convencionales, como las describe Ronald F. Levant en su Masculinity Reconstructed (Masculinidad reconstruida), son «evitar la feminidad; emociones restringidas; sexo desconectado de la intimidad; búsqueda del logro y el estatus; la autosuficiencia; la fuerza; la agresión y la homofobia». Estas normas refuerzan los roles de género mediante la asociación de atributos y características con un género.

## Desarrollo de la masculinidad
La importancia relativa de la socialización y de la genética en el desarrollo de la masculinidad es debatida. Psicoanalistas como Sigmund Freud y Carl Jung creían que en el inconsciente todos los seres humanos son bisexuales innatos y los aspectos de la identidad femenina y masculina están presentes en todos los varones humanos.
El desarrollo histórico de los roles de género es abordado por la genética del comportamiento, la psicología evolutiva, la ecología humana, la antropología y la sociología. Todas las culturas humanas parecen alentar los roles de género en la literatura, la música, la moda, las producciones audiovisuales, los productos interactivos entre otros productos culturales; ejemplos pueden incluir las epopeyas de Homero, los cuentos de Hengist y Horsa y los comentarios normativos de Confucio. Tratamientos más especializados de la masculinidad se pueden encontrar en el Bhagavad Gita y en el bushidō de Hagakure.
En muchas culturas, la exhibición de características no típicas del género puede ser un problema social. En sociología, este etiquetado es conocido como suposiciones de género y es parte de la socialización para satisfacer las costumbres de una sociedad. El comportamiento no estándar puede considerarse indicativo de homosexualidad, a pesar del hecho de que la expresión de género, identidad de género y orientación sexual son ampliamente aceptados como conceptos distintos en algunas culturas. Cuando la sexualidad se define en términos de la elección del objeto (como en los primeros estudios de sexología), la homosexualidad masculina se interpreta como afeminamiento. La desaprobación social de la masculinidad excesiva puede ser denostada como «machismo» o por neologismos como «envenenamiento de testosterona».

### Naturaleza y crianza
La medida en que la masculinidad es innata o condicionada es objeto de debate. Las investigaciones del genoma han aportado información sobre el desarrollo de las características masculinas y el proceso de la diferenciación sexual específicos para el sistema reproductivo humano. El factor de determinación de testículo (también conocido como proteína SRY) en el cromosoma Y, crítico para el desarrollo sexual masculino, activa la proteína SOX9. La proteína SOX9 trabaja con la proteína SF1 para aumentar el nivel de la hormona antimulleriana, reprimiendo el desarrollo femenino, mientras que activa y forma un bucle feed-forward con la proteína FGF9; esto crea los cordones testiculares y es responsable de células de Sertoli, que ayudan en la producción de esperma. La activación de la SRY detiene el proceso de creación de una criatura femenina, a partir de una cadena de acontecimientos que conducen a la formación de los testículos, la producción de andrógenos y una serie de efectos hormonales pre y posnatales. Cómo un varón desarrolla la identidad de género también se debate. Algunos creen que la masculinidad está vinculada con la biología masculina; en este punto de vista, la masculinidad se asocia con los genitales masculinos y los caracteres sexuales secundarios, como el aumento de masa muscular, el cambio de voz, el vello facial y corporal y la capacidad de eyaculación. Así como los rasgos mentales asociados con la influencia de la testosterona en el cerebro como la agresividad, la menor empatía, la mejora de la memoria, la mayor actividad, la satisfacción percibida y el deseo sexual. Otros han sugerido que aunque la masculinidad puede estar influenciada por la biología, también es una construcción cultural. Los defensores de esta visión argumentan que las mujeres pueden llegar a ser hombres hormonalmente y físicamente, y muchos aspectos de la masculinidad que se supone que son naturales son en realidad impulsados lingüística y culturalmente. En el plano intelectual también argumentan que debido al nivel alto de racionalidad de los seres humanos, los hombres y mujeres pueden optar por comportamientos, actitudes, capacidades intelectuales e ideologías independientemente de las inclinaciones de su biología. Por un lado, se argumenta que la masculinidad no tiene una sola fuente. Por el otro lado, aunque los y las militares (por ejemplo) tienen un interés profesional en la construcción y la promoción de una forma específica de la masculinidad, no la crean. Otro ejemplo es el vello facial que está ligado a la masculinidad a través del lenguaje, en historias de chicos que se conviertan en hombres cuando comienzan a afeitarse.

## Tendencias
Según un documento presentado por Tracy Tylka a la Asociación Estadounidense de Psicología, «En lugar de ver una disminución de la cosificación de las mujeres en la sociedad, ha habido un aumento en la cosificación de ambos sexos. Y esto se puede ver que en los medios de comunicación hoy en día». Muchos hombres y mujeres modifican su ingesta de alimentos sin supervisión médica, consumen medicamentos y hormonas y practican rutinas físicas de manera descuidada por lograr lo que consideran un cuerpo atractivo; en casos extremos, esto conduce a trastornos de la alimentación y trastornos como la anorexia y la vigorexia. El psiquiatra Thomas Holbrook citó un estudio canadiense reciente que indica que al menos una de cada seis personas con trastornos de la alimentación son hombres.
Una investigación en el Reino Unido encontró que: «los hombres y mujeres más jóvenes que leen revistas de ejercicios físicos y moda podrían ser dañados psicológicamente por las imágenes de físicos femeninos y masculinos perfectos». Las mujeres y los hombres jóvenes ejercen en exceso un esfuerzo por lograr lo que consideran un cuerpo atractivo y muscular, lo que puede conducir al trastorno dismórfico corporal o a la dismorfia muscular. Aunque los estereotipos pueden haber permanecido constantes, el valor fijado a los estereotipos masculinos ha cambiado; se ha argumentado que la masculinidad es un fenómeno inestable, que nunca se logra en última instancia.

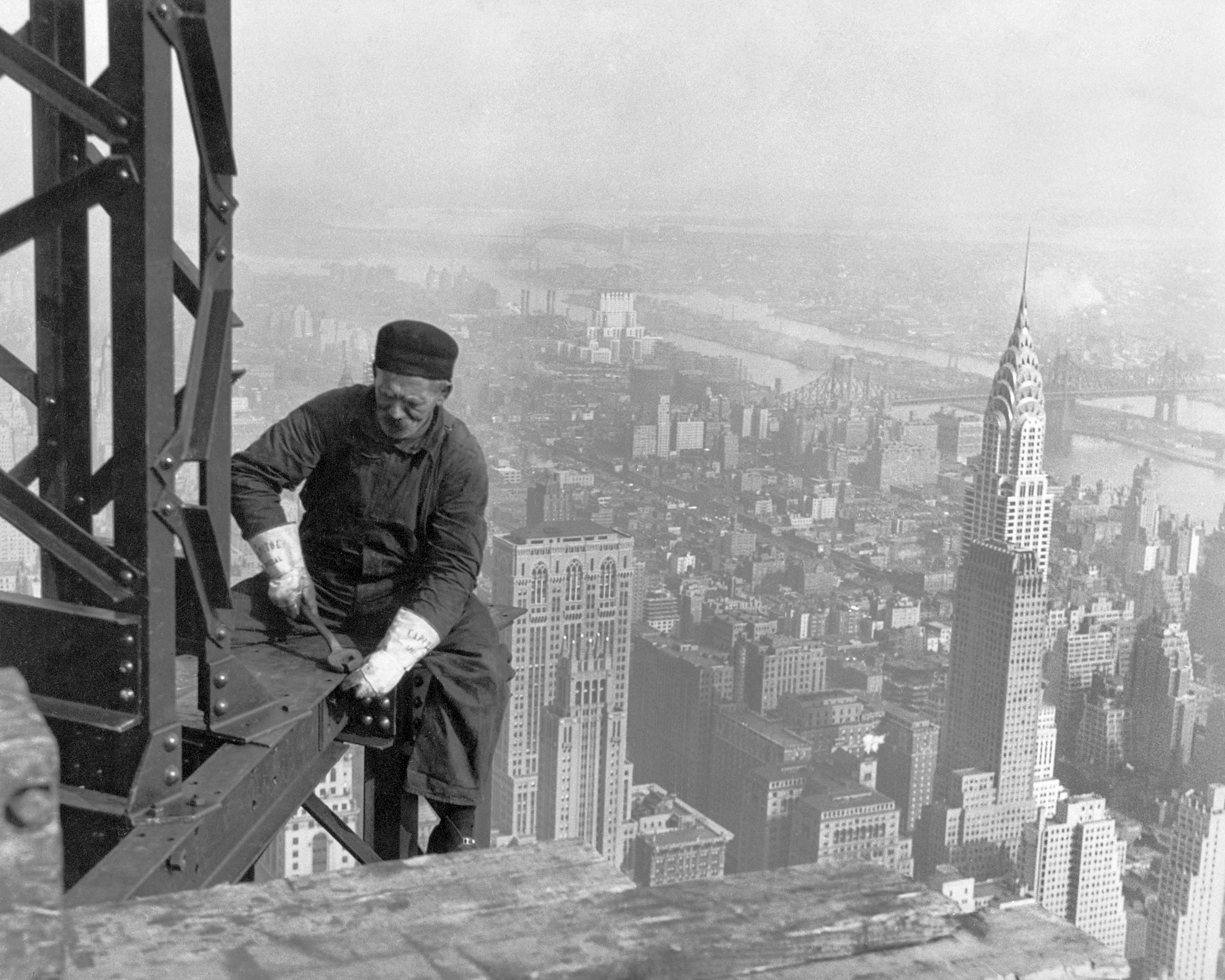
Trabajador de la construcción sin equipo de protección adecuado.

### Aceptación de los riesgos
La tasa de accidentes por vehículo-kilómetro recorrido es mayor para las mujeres que para los hombres, aunque los hombres son más propensos a morir en accidentes en los que están involucrados. Los hombres conducen más kilómetros que las mujeres y en promedio tienen más probabilidades de estar involucrados en accidentes de tráfico. Incluso en la categoría de las «muertes de jóvenes conductores (16-20 años) con un alto contenido de alcohol en sangre», el riesgo de un hombre de morir es más alto que el de una mujer de su mismo nivel socioeconómico; las mujeres conductoras jóvenes tienen que estar más intoxicadas para tener el mismo riesgo de morir en un accidente fatal que los hombres conductores jóvenes. Un estudio reciente sugiere que los hombres jóvenes tienen más aversión al riesgo que los de hace una generación, principalmente porque están menos motivados y en peor estado físico que la generación de sus padres.

### Cuidado de la salud
La evidencia apunta a los efectos negativos de la masculinidad hegemónica en el comportamiento relacionado con la salud de los hombres. Por ejemplo, los hombres estadounidenses hacen 134.5  millones menos visitas al médico por año que las mujeres. Los hombres hacen el 40,8 por ciento de todas las visitas al médico, incluidas las visitas de obstetricia y ginecología de la mujer. El veinticinco por ciento de los hombres de 45 a 60 años no tienen un médico personal, aumentando su riesgo de muerte por enfermedad cardiaca. Hombres entre 25 y 65 años tienen cuatro veces más probabilidades de morir de enfermedades cardiovasculares que las mujeres y son más propensos a ser diagnosticados con una enfermedad terminal debido a su renuencia a ver a un médico. Las razones citadas para no ver a un médico incluyen el miedo, la negación, la vergüenza, una aversión a las situaciones fuera de su control y la creencia de que visitar a un médico no compensa el tiempo o el dinero invertidos.

En 2004, Arran Stibbe publicó un análisis de una conocida revista masculina salud del año 2000. De acuerdo con Stibbe, aunque la revista se enfocaba ostensiblemente en la salud, también promovía comportamientos masculinos tradicionales que eran poco saludables, como el consumo excesivo de alimentos de conveniencia (comida basura/chatarra) y de carne, el consumo de alcohol y las relaciones sexuales sin protección. 

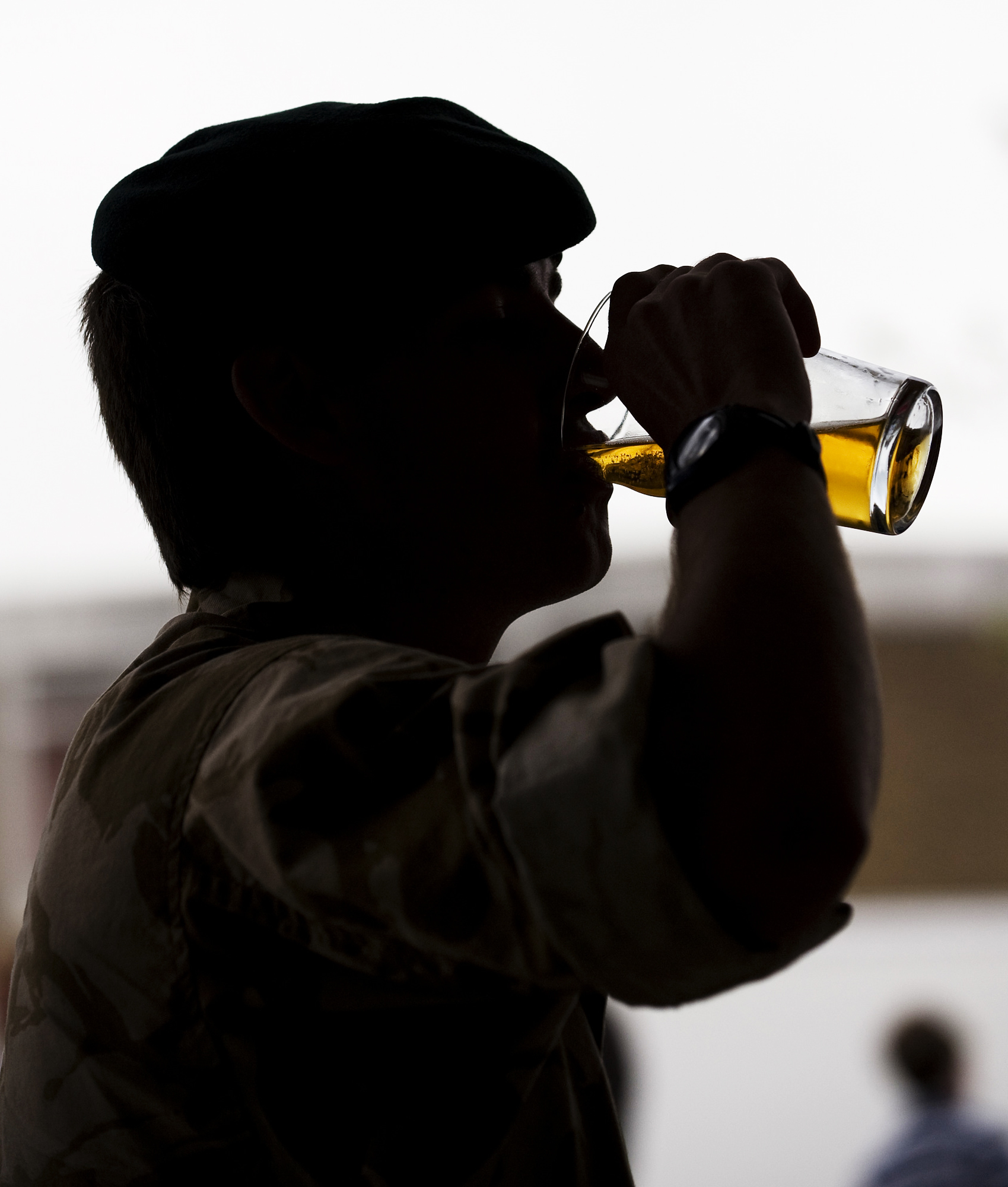
Un soldado británico bebe cerveza luego de una larga estadía en Afganistán.

La investigación sobre el contenido de los comerciales de cerveza conducida por Lance Strate dio resultados relevantes para un estudio de la masculinidad. En los anuncios de cerveza, se fomenta el comportamiento masculino (especialmente la aceptación de los riesgos). La publicidad se centra a menudo en situaciones en las que un hombre vence un obstáculo en un grupo, trabajando o desempeñándose en roles duros (trabajadores de la construcción, agricultores o vaqueros). Aquellos que implican las apuestas tienen temas centrales de dominio (de la naturaleza o de las otras personas), riesgo y aventura: pesca, acampada, jugar deportes o socializar en barras. Por lo general hay un elemento de peligro y un enfoque en el movimiento y la velocidad (viendo los autos rápidos o conducir a alta velocidad). El bar es un entorno donde se mide la masculinidad en habilidades tales como jugar billares, exhibición de fuerza y de la capacidad de beber. A pesar del fomento de la toma de riesgos que realiza la industria de la cerveza, el consumo de alcohol ha disminuido en todos los grupos etarios.

### Nuevas masculinidades
En 1991, el psicólogo Aaron Kipnis planteó la necesidad de encontrar una nueva forma de masculinidad capaz de vivir en armonía con la feminidad.
Según el psicólogo Antonio Boscán Leal, la búsqueda de nuevas masculinidades está asociada a la posibilidad de pensar un acompañamiento o una cooperación a los procesos de liberación de las mujeres. Estas nuevas masculinidades han establecido una brecha entre aquellos roles estereotipados históricamente y la posibilidad de establecer relaciones igualitarias entre varones, mujeres y otras identidades sexuales:

Ciertos estudios confirman la existencia, en diferentes sociedades e incluso en una misma sociedad, de múltiples masculinidades. Ahora bien, algunos investigadores sociales encontraron, como un factor común en la mayoría de los grupos sociales por ellos estudiados, una misma tendencia a exaltar un modelo de masculinidad por encima de otros existentes, el cual se busca imponer de forma hegemónica a todos los varones pertenecientes al grupo. También establecieron que en la constitución de tales modelos hegemónicos intervienen factores de diferentes órdenes: políticos, económicos, sociales y culturales.

Desde hace algunas décadas, varones preocupados por la imposición de relaciones de dominación sobre las mujeres a partir del patriarcado, se han comenzado a organizar para acompañar a las mujeres en sus luchas. Dichos colectivos de «Varones Antipatriarcales» hacen aportes a las críticas al capitalismo a partir de matrices de pensamiento alternativas al mandato patriarcal del varón.
Para la masculinidad patriarcal los varones deben ser machistas o, en caso contrario, se trataría de varones afeminados, débiles, indefinidos, maricones o blandos. Sin embargo, según Antonio Boscán Leal, muchos de estos nuevos grupos de varones que rechazan la masculinidad patriarcal hegemónica, no proponen un movimiento que los vuelva pasivos frente a las mujeres o los demás varones, ni una feminización negativa del rol del varón en la sociedad, sino que lo que propician es una superación del machismo tradicional para que se los habilite a asumir actitudes que los relacionen mejor con sus emociones y les permita vivir una sexualidad sensible y amorosa sin por eso dejar de ser masculinos.
La investigación científica con impacto social ha planteado el concepto de Nuevas Masculinidades Alternativas (New Alternative Masculinities, NAM, en inglés). Estas NAM son diversas en expresión e intereses, pero cuentan con tres rasgos comunes clave: autoconfianza unida a sus actitudes igualitarias; fuerza y valentía para combatir e incluso ridiculizar los comportamientos provenientes de Masculidades Tradicionales Dominantes (MTD); y el rechazo a la doble moral, volviendo a unir en la misma persona los valores igualitarios con el atractivo y éxito. Un monográfico de la revista científica Frontiers in Psychology incluye varios artículos sobre NAM, además de otras muchas publicaciones científicas existentes que ratifican la relevancia de este enfoque. Existen grupos de hombres en diálogo que se centran en la transformación social desde este enfoque, el cual está presente también en cientos de escuelas e institutos

## Comunidades LGBT

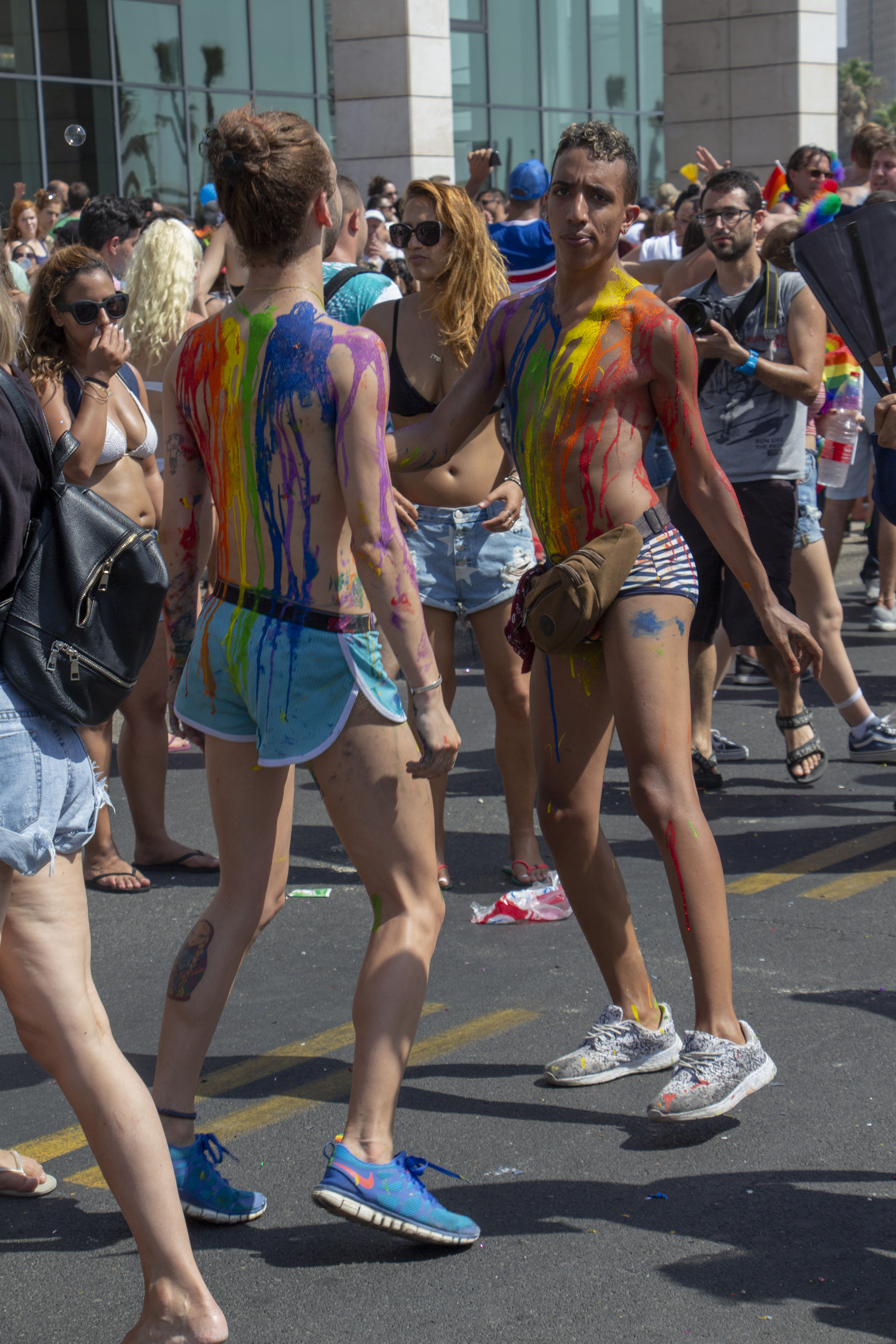
Desfile gay de Tel Aviv

### General
Joseph Pleck argumenta que la jerarquía de la masculinidad existe en gran parte como la dicotomía de varones homosexuales y heterosexuales: «Nuestra sociedad utiliza la dicotomía heterosexual-homosexual masculino como símbolo central para todos los rankings de masculinidad, de la división por cualquier motivo entre los hombres que son "hombres de verdad" y que tienen el poder y los hombres que no lo son». Michael Kimmel añade que el tropo «Eres tan gay» indica una falta de masculinidad, en lugar de la orientación homosexual. Según Pleck, para evitar la opresión masculina de las mujeres, la propia y la de los otros hombres, las estructuras, instituciones y discursos patriarcales deben ser eliminados de la sociedad estadounidense. Un término para una mujer masculina es «marimacho», utilizado en las subculturas de la comunidad de lesbianas, gay, bisexuales, transgénero (LGBT) para describir una identidad masculina y sus rasgos asociados, comportamiento, estilo y autopercepción.
Tanto los hombres como las mujeres pueden presentar rasgos y comportamientos masculinos. Aquellos que exhiben características tanto masculinas como femeninas se consideran andróginos y filósofas feministas, como Judith Butler, han argumentado que la ambigüedad de género puede desdibujar y transgredir las clasificaciones binarias y normativas de la identidad sexual.

### Hombres
Los hombres homosexuales son considerados por algunos como «desviados de la norma masculina« y son estereotipados con benevolencia como «suaves y refinados», incluso por otros hombres gay. Según el activista de derechos humanos gay Peter Tatchell:
 En contra de la afirmación bienintencionada de que los gays son «lo mismo» que los heteros, hay una diferencia. Lo que es más, el estilo distintivo de la masculinidad gay es de gran beneficio social. ¿No sería la vida aburrida sin el talento y la imaginación de diseñadores y decoradores de interiores homosexuales? ¿Cómo podría el NHS (Sistema Nacional de salud de los EE.UU. por sus siglas en inglés) funcionar sin enfermeros homosexuales o el sistema de educación sin maestros gays? La sociedad debe agradecer a sus estrellas de la suerte de que no todos los hombres resultan heterosexuales, machos e insensibles. Los diferentes modos de masculinidad hetero- y homosexual no son, por supuesto, biológicamente fijados. 
En el documental The Butch Factor, en el que se entrevistaron hombres homosexuales, uno de ellos transgénero, se les preguntó acerca de sus puntos de vista sobre la masculinidad. Los rasgos masculinos eran generalmente vistos como una ventaja dentro y fuera del armario, permitiendo que los hombres gais «masculinos» ocultar su orientación sexual en el ejercicio de actividades masculinas como los deportes. El afeminamiento es inapropiadamente asociado con la homosexualidad y algunos hombres gay dudaban de su orientación sexual; no se veían a sí mismos como afeminados, y sentían poca conexión con la cultura gay. Algunos hombres gay afeminados en The Butch Factor se sentían incómodos con su feminidad (a pesar de estar a gusto con su sexualidad), y los hombres homosexuales femeninos pueden ser ridiculizados por gais que responden al estereotipo masculino.
Hombres de aspecto femenino tendían a salir del armario antes, después de ser etiquetados como gay por sus pares. Con más probabilidades de enfrentar intimidación y acoso durante toda su vida, se burlan de ellos con palabras despectivas, como «maricón», que implica cualidades femeninas. Los hombres homosexuales afeminados y con estilo «camp» utilizan a veces lo que John R. Ballew llamado «humor camp», por ejemplo refiriéndose unos a otros con pronombres femeninos (según Ballew, «una manera divertida de desactivar el odio dirigida hacia nosotros [los homosexuales]»); sin embargo, tal humor «puede causar que nosotros [los homosexuales] nos confundamos en relación a cómo nos sentimos acerca de ser hombres».

A los hombres [heterosexuales] a veces se les aconseja ponerse en contacto con su «lado femenino interno». En cambio, tal vez los hombres gay tienen que estar en contacto con su «lado masculino interno». Identificar aquellos aspectos de ser un hombre que más valoramos y luego cultivar aquellas partes de nosotros mismos puede llevar a un sentido más saludable y menos distorsionado de nuestra propia masculinidad.
John R. Ballew - Gay men and masculinity

Un estudio realizado por el Centro de Estudios Teóricos de la Universidad Carolina de Praga y la Academia de Ciencias de la República Checa encontró diferencias «significativas» en la forma entre las caras de los hombres heterosexuales y homosexuales, con las de los hombres gay que presentaban características «masculinas» («socava[ndo] nociones estereotipadas de hombres gay como con un aspecto más femenino».)
Los hombres homosexuales se han presentado en los medios de comunicación como femeninos y expuestos al ridículo, a pesar de que películas como Brokeback Mountain  están contrarrestando el estereotipo. Un desarrollo reciente es la representación de hombres gay en la comunidad LGBT como «osos», una subcultura de los hombres gay que celebra la masculinidad robusta y con los «caracteres sexuales secundarios del macho: vello facial, vello corporal, tamaño proporcionado, calvicie».
El profeminismo de la segunda ola ha prestado mayor atención a los temas de la sexualidad, en particular a la relación entre los hombres homosexuales y la masculinidad hegemónica. Este cambio provocó un aumento de la cooperación entre el desarrollo de los movimientos de liberación de los hombres y la liberación gay, en parte, porque la masculinidad se entendía como un constructo social y en respuesta a la universalización de los «hombres» en los movimientos de hombres anteriores. Activistas de derechos de los hombres trabajaron para detener la influencia de las feministas de la segunda ola en el movimiento de derechos de los homosexuales, con la promoción de hipermasculinidad como algo inherente a la sexualidad gay.

## La masculinidad en las culturas de origen latino

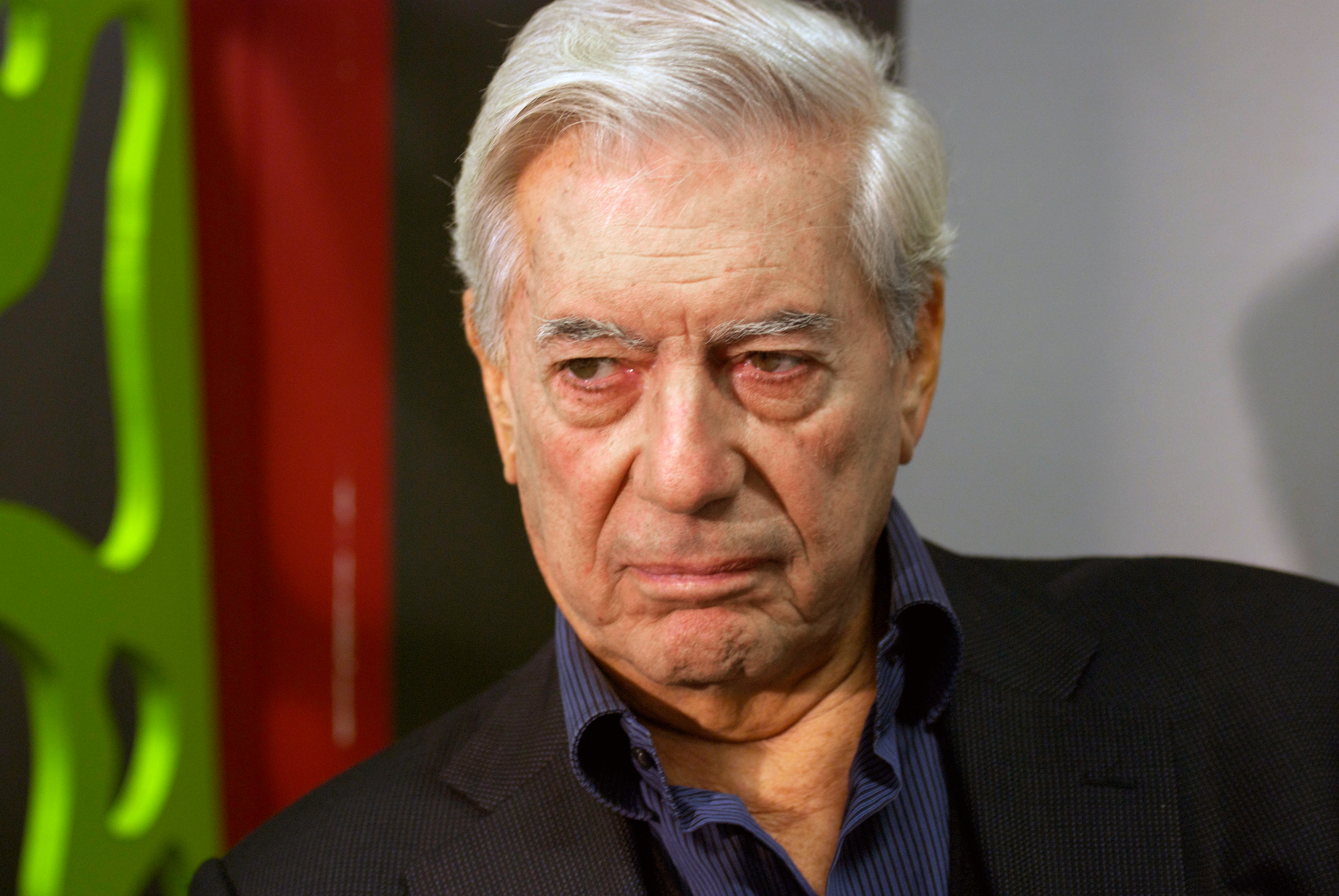
Mario Vargas Llosa, escritor peruano.

La masculinidad es un concepto que se presenta en cada cultura de manera distinta. Gran parte de esta variedad cultural se originan gracias a las ideologías y a la socialización de los géneros, que inculcan expectativas normativas de la masculinidad por parte de distintos grupos como la familia, los amigos, los medios de comunicación y la sociedad. Ya que la masculinidad es diferente en cada cultura por factores que manipulan y hacen este concepto único y distinto ante las demás, es de gran importancia la exploración de la masculinidad enfocado desde la perspectiva de cada cultura. Por ejemplo, en la cultura latina la masculinidad tiende ser representada por conceptos como el machismo y el caballerismo. Así mismo, entre estas nociones existe una diversidad que brinda una escala con diferentes definiciones de lo que es considerado la masculinidad.
En la comunidad latina, existen distintos factores que influyen y definen el concepto de la masculinidad. La masculinidad tradicional se representa por características como el bloqueo ante cualquier tipo de comportamiento femenino, limitación de expresión emocional (vulnerabilidad) y un enfoque a la agresividad. Si bien estas características demuestran aspectos universales en las culturas, existen otras que indican ser céntricas a la cultura latina. Investigaciones mencionan que la definición de la masculinidad en la comunidad latina es conformada por el machismo y el caballerismo haciéndola única pero universal ante las demás culturas.

Para entender los conceptos mencionados que se presentan en la comunidad latina, es de gran importancia percatarse como se representan. El machismo se define como la toma de acciones agresivas y dominantes que controlan e imponen un gran poder ante otros (por ejemplo, la diferencia de poder en los géneros y la dominación de la mujer) al igual que la cobardía, el egoísmo y la falta de respeto. Estas cualidades mencionadas demuestran un lado negativo hacia la masculinidad que tiende en ser generalizada ante toda la comunidad. Sin embargo, las investigaciones reportan que, en la comunidad latina, el machismo también tiene atributos positivos.

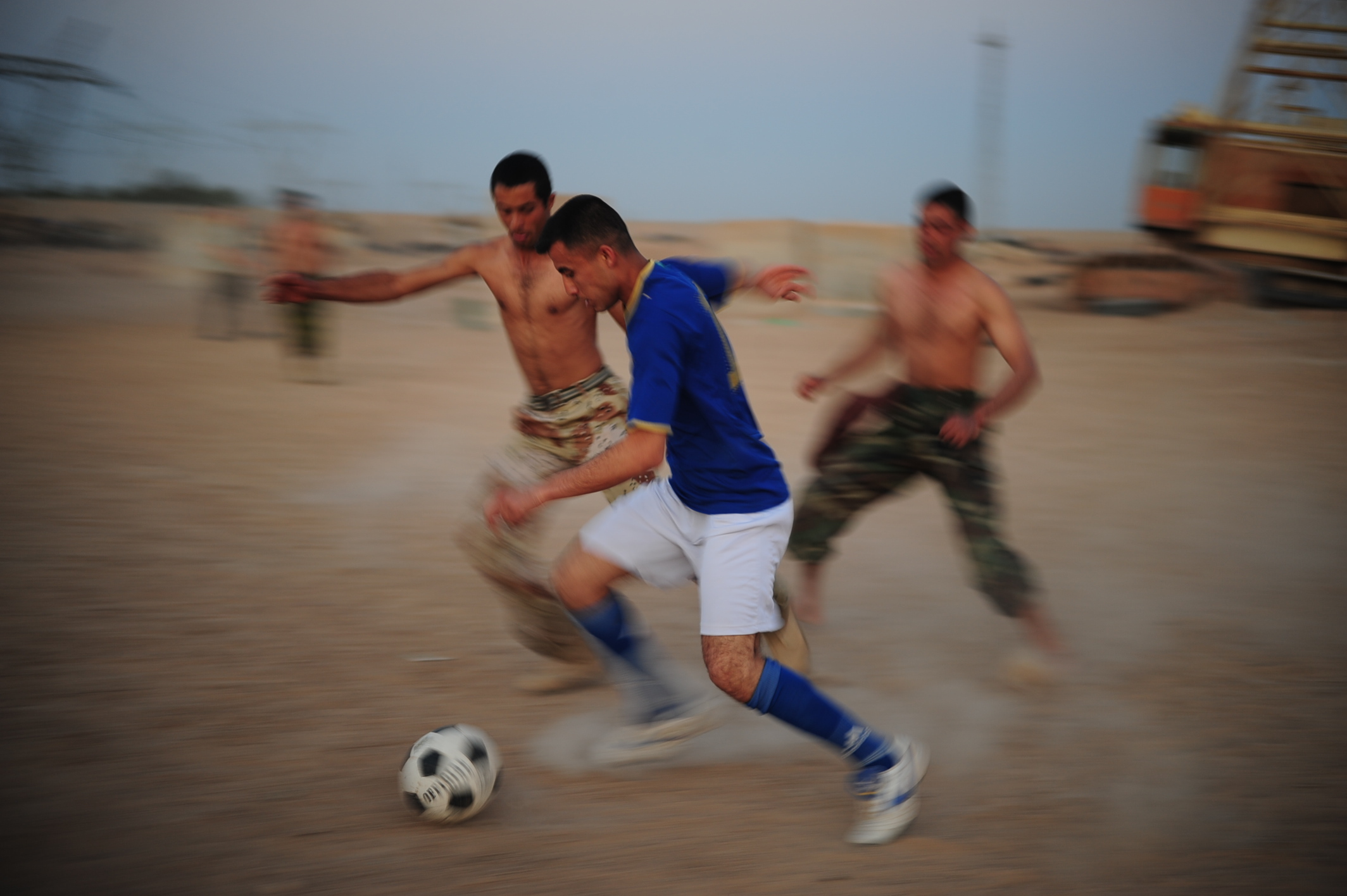
Hombres jóvenes jugando fútbol

Las investigaciones mencionan que el machismo también atribuye a una autonomía en decisiones personales, una gran importancia a las responsabilidades, una cualidad del romance y un balance de la personalidad en los hombres. Esto se refiere que además de las connotaciones negativas que formulan el machismo, existe lo positivo de este concepto cultural. Este lado positivo tiene un paralelismo con lo que es el caballerismo.
El caballerismo se incorpora por la conexión de la masculinidad con las emociones y la vulnerabilidad. De igual manera, el caballerismo tiende representar valentía, respeto al prójimo, gran inclinación a la responsabilidad y un altruismo hacia la familia, igual conocido como «familismo».
Aunque exista estos dos puntos de vista que colaboran a la definición de la masculinidad, las fuentes nos dicen que el aspecto negativo es la definición que resalta en la comunidad latina. Esta información apunta que una generalización negativa de la masculinidad es provocada y así elimina lo positivo, al igual que otros niveles y definiciones de lo que es la masculinidad. Esta generalización puede formarse gracias a la socialización de los géneros que se impone desde temprana edad como la jerarquía del poder entre el hombre y la mujer y la falta de vulnerabilidad por parte de los hombres (además que los otros atributos mencionados previamente que representan el lado negativo de la masculinidad). Como resultado, la percepción hacia la masculinidad, y la participación de la masculinidad con atributos negativos, es puesta en práctica implícitamente en niños y así siendo practicada y aceptada por la sociedad.
A través de esta información la masculinidad presume una percepción negativa y positiva. Sin embargo, la masculinidad es una escala que contiene distintas definiciones ya que cada persona es única. Investigaciones en las mujeres, en la comunidad LGBTQIA+, y en hombres de la comunidad latina son necesarias para generar un conocimiento cultural de la percepción de la masculinidad.

## Historia

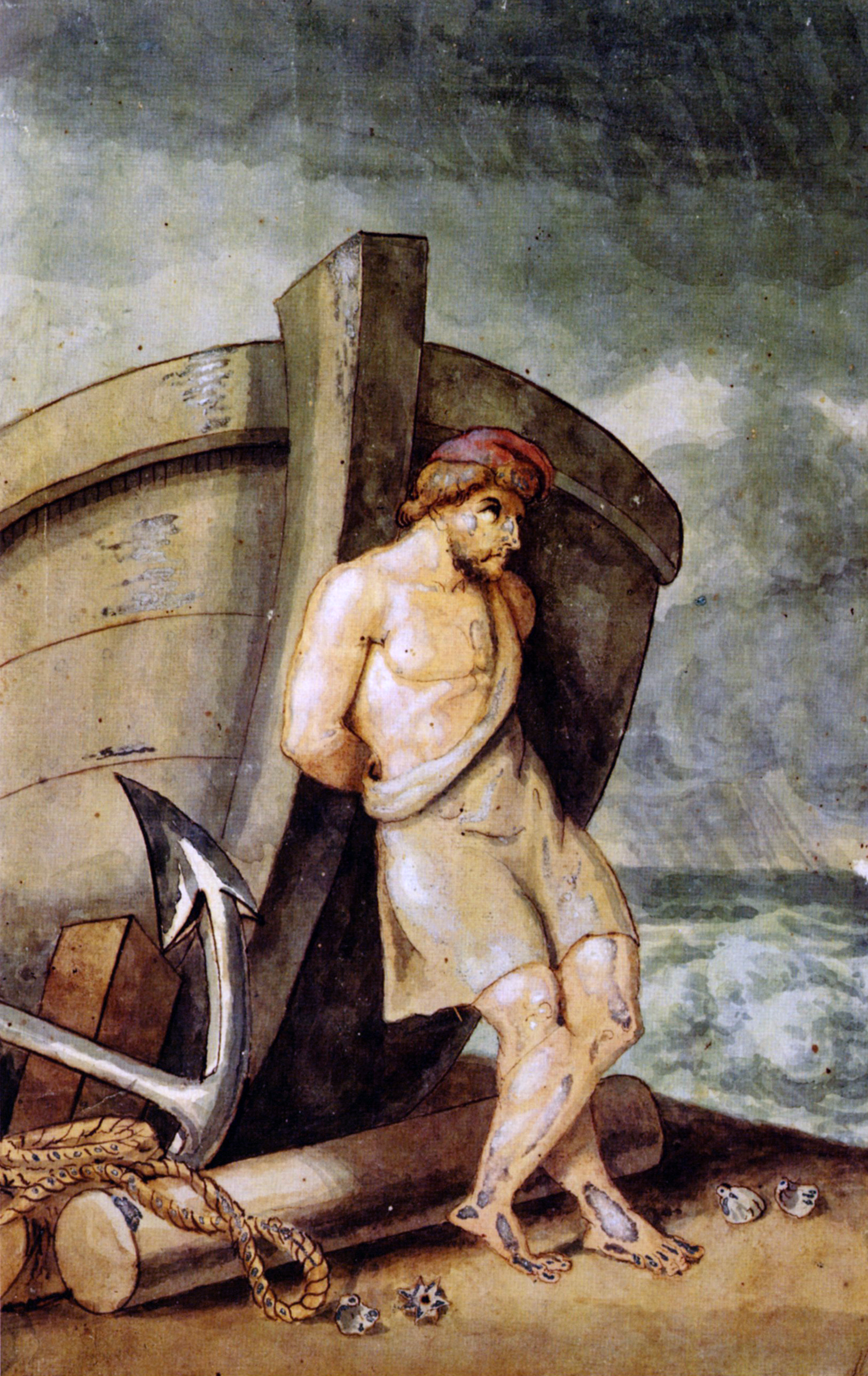
Odiseo, héroe de la Odisea.

Dado que lo que constituye la masculinidad ha variado en el tiempo y el lugar, de acuerdo con Raewyn Connell es más apropiado hablar de «masculinidades» que de un solo concepto general. El estudio de la historia de la masculinidad surgió durante la década de 1980, ayudado por los campos de la historia de las mujeres y (más tarde) la del género. Antes de que se examinara la historia de las mujeres, hubo una «estricta división de lo público/privado por géneros»; en relación con la masculinidad, esto significaba poco estudio de cómo los hombres se relacionaban con el hogar, la domesticidad y la vida familiar. Aunque el papel histórico de la mujer fue negado, a pesar de la escritura de la historia por (y principalmente sobre) los hombres una parte importante de la experiencia masculina había desaparecido. Este vacío fue cuestionado durante la década de 1970, cuando la historia de las mujeres comenzó a analizar el género y las mujeres para profundizar en la experiencia femenina. El artículo seminal de Joan Scott, llamando a los estudios de género un concepto analítico para explorar la sociedad, el poder y el discurso, sentó las bases de este campo. Según Scott el género debe ser utilizado de dos maneras: productivas y producidas. El género productivo examinó su papel en la creación de relaciones de poder y género producido exploró el uso y cambio de género en toda la historia. Esto ha influido en el campo de la masculinidad, como se ve en la definición de Pierre Bourdieu de la masculinidad: producida por la sociedad y la cultura, y que se reproduce en la vida diaria. Una ráfaga de trabajo en la historia de la mujer llevó a una convocatoria de estudio del rol masculino (inicialmente influenciado por el psicoanálisis) en la sociedad y la vida emocional e interpersonal. Connell escribió que estas obras iniciales estuvieron marcados por un «alto nivel de generalidad» en «amplias investigaciones de las normas culturales». Los académicos estaban al tanto de los cambios sociales contemporáneos con el objetivo de entender y evolucionar (o liberar) el rol masculino en respuesta al feminismo. John Tosh exige un retorno a este objetivo para que la historia de la masculinidad sea útil, académicamente y en la esfera pública.

### Antigüedad
La literatura antigua se remonta a alrededor del año 3000 a. C., con expectativas explícitas para los hombres en forma de leyes e ideales masculinos implícitos en los mitos de dioses y héroes. En el Biblia hebrea del año 1000 a. C., el rey David de Israel dijo a su hijo que «fuera fuerte y fuera un hombre» después de la muerte de David. A lo largo de la historia, los hombres han cumplido con estándares culturales exigentes. Kate Cooper escribió sobre los conceptos antiguos de la feminidad: «Dondequiera que se menciona a una mujer, un hombre está siendo juzgado - y junto con él lo que él representa». De acuerdo con el Código de Hammurabi  (1750 a. C.):
- Regla 3: «Si alguien trae una acusación de delito alguno delante de los ancianos, y no demuestra lo que ha acusado, deberá, si es una ofensa capital, ser condenado a muerte».
- Regla 128: «Si un hombre toma a una mujer, pero no tiene relaciones sexuales con ella, esta mujer no es mujer para él».[118]

Los estudiosos citan la integridad y la igualdad como valores masculinos en las relaciones entre varones y la virilidad en las relaciones hombre-mujer. Leyendas de los héroes antiguos incluyen la Epopeya de Gilgamesh, la Ilíada y la Odisea. Las historias demuestran cualidades en el héroe que inspiran respeto, como la sabiduría y el valor: saber las cosas que otros hombres no conocen y tomar riesgos que otros hombres no se atreverían.

### Era medieval y victoriana

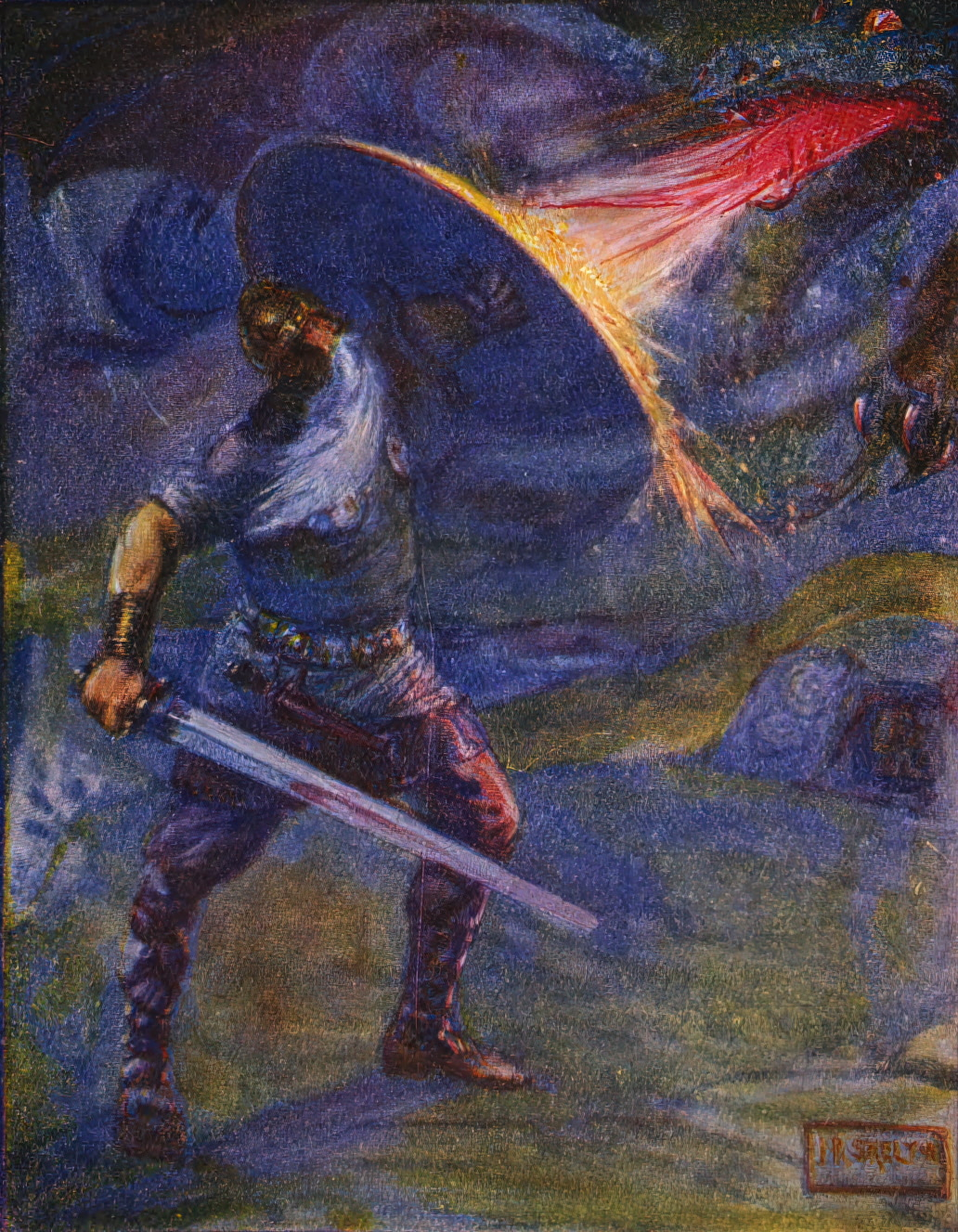
Beowulf luchando con el dragón.

Jeffrey Richards describe una «masculinidad medieval que era esencialmente cristiana y caballeresca» en Europa. Coraje, el respeto a las mujeres de todas las clases y la generosidad caracterizan a la representación de los hombres en la historia literaria. Los anglosajones Hengest y Horsa y Beowulf son ejemplos de ideales masculinos medievales. Según David Rosen, la visión tradicional de los eruditos, como JRR Tolkien, de que Beowulf  es una historia de heroísmo medieval que pasa por las similitudes entre Beowulf y el monstruo Grendel. La masculinidad ejemplificada por Beowulf «separa a los hombres de las mujeres, otros hombres, la pasión y la familia».
Durante la época victoriana, la masculinidad sufrió una transformación desde el heroísmo tradicional. El filósofo escocés Thomas Carlyle escribió en 1831: «El viejo ideal de hombría se ha vuelto obsoleto y el nuevo aún es invisible para nosotros y andamos a tientas en la oscuridad después de que, uno agarrando este fantasma, otro aquel; el werterismo, el byronismo, incluso el brummelismo, cada uno tiene su día».

### SigloXXy actualidad
A principios del siglo XX, una familia tradicional consistía del padre como sostén y de la madre como ama de casa. Característica de la actual masculinidad es la voluntad de los hombres para contrarrestar los estereotipos. Sin importar la edad o la nacionalidad, los hombres luchan por alcanzar una buena salud, una vida familiar armoniosa y una buena relación con su cónyuge o pareja tan importante para su calidad de vida. Al principio del siglo XX, el modelo de masculinidad hegemónica seguía dominando la sociedad humana y era poco cuestionado. Con los avances tecnológicos acelerados, al principio se usaban las nuevas tecnologías para perpetuar y consolidar esta discriminación. Sin embargo hubo algunas excepciones, como el papel de las mujeres en las fábricas, la programación y manejo de las primeras computadoras (siendo un caso destacado Grace Murray Hopper) debido a que la mayoría de los hombres había sido enlistada para los combates de la Segunda Guerra Mundial.

Familia de los años 1940.

Sin embargo, desde mediados del siglo XX comienzan a aparecer más voces que cuestionan cada vez más el modelo tradicional de masculinidad como Simone de Beauvoir, Betty Friedan y Kate Millet. El movimiento feminista de este periodo incitó a las mujeres a luchar contra la opresión y a los hombres a manejar relaciones más equitativas y liberarse de sus estereotipos y obligaciones tradicionales (como se vio reflejado en las modas de la Música Disco y el Glam Metal en el que comenzaron a aparecer hombres luciendo colores y prendas antes exclusivas del sexo femenino). Esto también se reflejó en el desarrollo de los medios de comunicación. Pues paulatinamente dejó de manejarse la figura del hombre dominante y la mujer sumisa a favor de otros elementos. También afectó económicamente al reducir gradualmente la brecha salarial.  
Actualmente, las diferentes visiones de la masculinidad moderna son reflejadas, expresadas y promovidas principalmente por los medios de comunicación electrónicos como la televisión, la radio y la internet. En algunos casos se expresan visiones igualitarias o neutras de la masculinidad, mientras que en otros se manejan visiones ginocentristas que hacen énfasis en la sumisión y debilidad masculinos, propiciando la aparición de movimientos masculinistas. Por otro lado en otros casos se pretende recrear la masculinidad hegemónica en grados distintos. Algunos casos, como varios grupos de Reddit y Facebook han sido acusados de fomentar la misoginia y las ideas regresivas sobre la masculinidad, al igual que el movimiento actual Alt-right recibe críticas por motivos parecidos.
Por otra parte, la Tercera ola del feminismo caracteriza a la masculinidad como algo negativo, violento, y que actúa en perjuicio hacia la mujer. Llevando así la idea de que los hombres tienen un machismo interno el cual deben sanar. Esto es criticado por la autora y filósofa Christina Hoff Sommers conocida por sus escritos sobre el feminismo en la cultura contemporánea, la cual declara que el objetivo de esta ola feminista no es el de generar una igualdad de género entre hombres y mujeres (como abogaba el feminismo en un principio), sino que se basa en un movimiento antihombres. Ella misma declaró: «Siempre ha habido cierta fobia a los hombres en algunas mujeres del movimiento, eso es innegable. Pero eran marginales. Pero hoy, al menos en las universidades, están siendo las protagonistas del debate. La masculinidad se trata de manera rutinaria como una patología que necesita una cura. Casi todos los libros de los estudios de género culpan de la mayoría de los males de la sociedad a los hombres y al patriarcado».

#### Importancia del estudio de las masculinidades
Figueroa y Frazoni, sostienen que los estudios de género no han reconocido suficientemente la necesidad de analizar a los hombres o varones como sujetos expuestos a aprendizajes Los autores sostienen que es de suma importancia realizar estudios que visualicen el comportamiento masculino, sus quehaceres, problemáticas, pensamientos, comportamientos, etc., con la finalidad de que sus prácticas sean  analizadas y de esta manera se pueda contribuir a realizar cambios en nuestro sociedad tanto en beneficio de las mujeres como en los hombres.

### Críticas
Dos críticas al estudio de la historia de la masculinidad son una preocupación de que tal estudio estabilizaría el proceso histórico (en lugar de cambiarlo) y que un excesivo énfasis cultural sobre el enfoque de la masculinidad carece de la realidad de la experiencia real. De acuerdo con John Tosh, la masculinidad se ha convertido en un marco conceptual utilizado por los historiadores para mejorar sus exploraciones culturales en lugar de una especialidad en sí misma. Esto llama la atención de la realidad a la representación y significado, no solo en el ámbito de la masculinidad; la cultura se estaba convirtiendo en «la línea de fondo, la realidad histórica real». Tosh critica el trabajo de Martin Francis en este punto de vista, porque la cultura popular, en lugar de la experiencia de la vida familiar, es la base del argumento de Francis. Francis utiliza la literatura y el cine contemporáneo para demostrar que la masculinidad no descansaba, rehuyendo la domesticidad y el compromiso, a finales de los años 1940 y durante los 1950. Francis escribió que este huida del compromiso era «más probable que tenga lugar en el ámbito de la fantasía (individual y colectiva)». Al centrarse en la cultura, es difícil medir el grado en que películas como Scott de la Antártida representaban las «fantasías masculinas» de la era. La llamada de Michael Roper para centrarse en la subjetividad de la masculinidad aborda este sesgo cultural, porque la comprensión amplia es dejada de lado para un examen «de lo que la relación de los códigos de masculinidad es para los hombres reales, a las cuestiones existenciales, a las personas y a su maquillaje psíquico» (la experiencia humana de Tosh).
Según Tosh, la cultura de la masculinidad ha dejado de ser útil, ya que no puede cumplir con el objetivo inicial de esta historia (descubrir cómo la hombría fue condicionada y experimentada) e instó a «cuestiones de comportamiento y acción». Su trabajo sobre la masculinidad victoriana utiliza la experiencia individual en cartas y dibujos para ilustrar las costumbres culturales y sociales más amplios, como el parto o las tradiciones de Navidad.
Stefan Dudink cree que el enfoque metodológico (tratando de categorizar la masculinidad como un fenómeno) ha socavado su desarrollo historiográfico. Este enfoque estabilizó la masculinidad, haciéndola aparecer natural y concreta en el registro histórico y la «puso más allá de la historia». La obra de George Mosse utiliza la masculinidad como un estereotipo estable en la normativa de la sociedad: «La masculinidad estaba concretada y definida lo suficiente, lo que constituye un sistema coherente que puede ser examinado fácilmente». El trabajo de Abigail Solomou-Godeau en el arte francés posrevolucionario aborda un patriarcado fuerte, constante. Jeanne Boydston apoya la limitación del género como categoría de análisis, porque el concepto (así como la feminidad y la masculinidad) se ha convertido en demasiado rígido en el pensamiento histórico. Esto conduce a un concepto estable e invariable en todos los contextos y culturas geográficas y una dicotomía entre la masculinidad y la feminidad. Estos problemas pueden ser abordados si se desestabiliza el concepto de masculinidad, aceptando su evolución y se centra en la historia en lugar de en un concepto. Dudink exige un compromiso con las masculinidades (en plural) y un análisis de tensión entre comportamientos «normativos e individualistas que caracterizan a la masculinidad». El argumento de Connell para pensar acerca de las masculinidades en plural es paralelo a la llamada de Boydston para una visión multifacética de la historia social y la obra de Simon Szreter sobre género en Gran Bretaña, que hace hincapié en la pluralidad de la identidad y la intersección entre clase y género (porque el género no se puede estudiar en el vacío) y distinciones regionales (para evitar generalizaciones globales).
La evaluación global de Tosh es que se necesita un cambio en la conceptualización del tema de nuevo a la historia de la masculinidad como una especialidad con el objetivo de llegar a un público más amplio, más que como un instrumento de análisis de la historia cultural y social. La importancia que concede a la historia pública se remonta a los objetivos iniciales de la historia del género, que trataron de utilizar la historia para iluminar y cambiar el presente. Tosh apela a los historiadores para que a la altura de la «expectativa social» de su trabajo, que también requieren una mayor atención a la subjetividad y la masculinidad. Este punto de vista es contrario al de Dudink; este último llamó a un «movimiento de movimientos envolventes» hacia la historia de la masculinidad, en respuesta a los errores que percibía en el estudio. Esto sería hacer lo contrario de lo que Tosh pidió, la deconstrucción de la masculinidad al no colocarla en el centro de la exploración histórica y usando el discurso y la cultura como vías indirectas hacia un enfoque más representativo. En un estudio de los Países Bajos, Dudink propone ir más allá de la historia de la masculinidad mediante la incorporación del análisis en la exploración de la nación y el nacionalismo (haciendo la masculinidad de un lente a través del cual ver el conflicto y la construcción de la nación). El trabajo de Marti Francis en la domesticidad a través de una lente cultural, va más allá de la historia de la masculinidad porque «los hombres viajaron constantemente hacia atrás y adelante a través de la frontera de la domesticidad, aunque sólo sea en el reino de la imaginación»; códigos normativos de comportamiento no abarcan totalmente la experiencia masculina.
Imágenes en los medios de niños y jóvenes pueden dar lugar a la persistencia de conceptos de masculinidad perjudiciales. Según activistas de derechos de los hombres, los medios de comunicación no se ocupan de cuestiones de derechos de los hombres y éstos son retratados a menudo negativamente en la publicidad. Peter Jackson llamó a la masculinidad hegemónica «explotación económica» y «socialmente opresiva»: «La forma de opresión varía de controles patriarcales sobre los cuerpos de las mujeres y los derechos reproductivos, a través de las ideologías de la domesticidad, la feminidad y la heterosexualidad obligatoria, de las definiciones sociales del valor del trabajo, la naturaleza de la habilidad y la remuneración diferencial del trabajo productivo y reproductivo».

## Algunas teorías modernas

### Masculinidad hegemónica

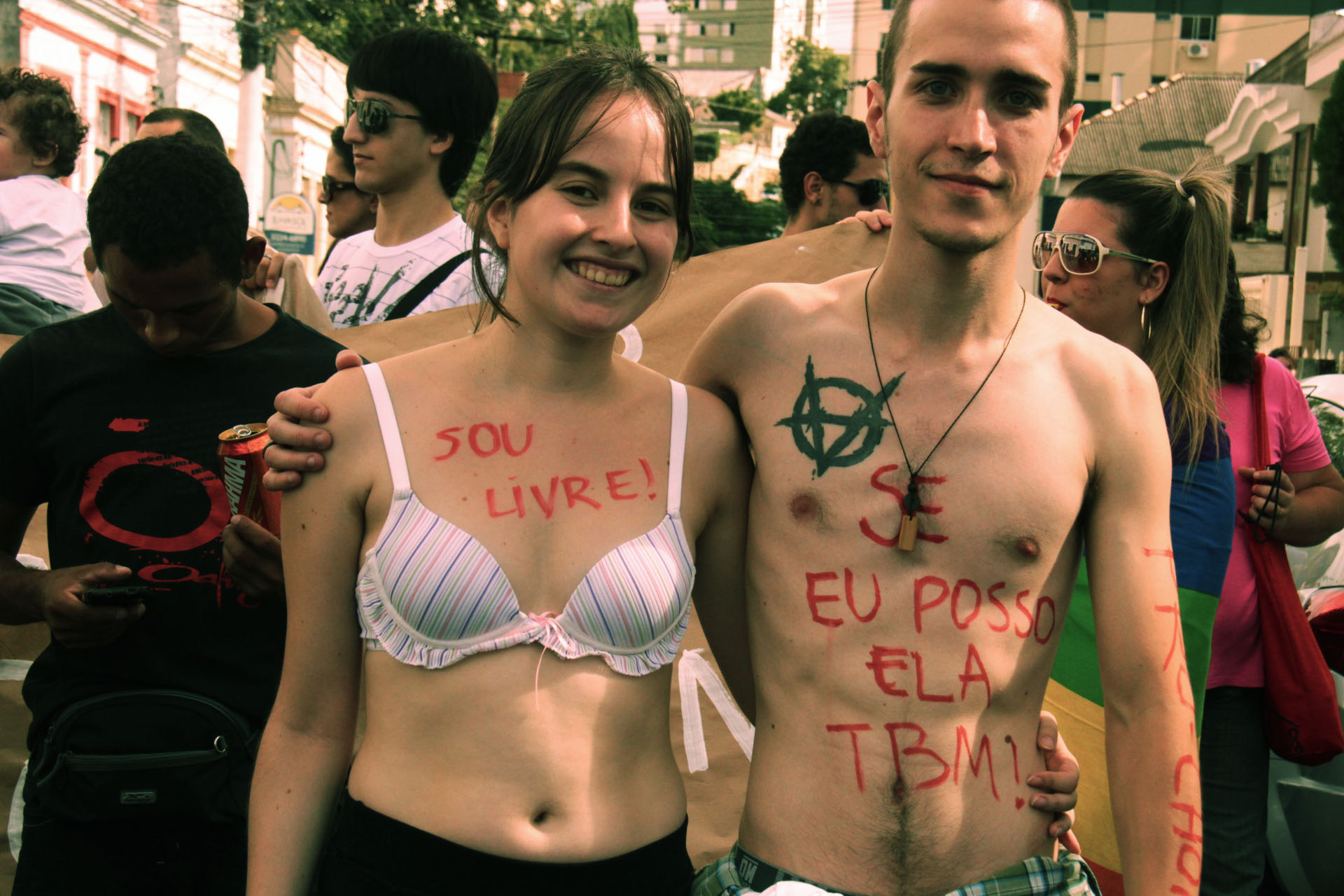
Marcha por la igualdad entre hombres y mujeres.

En los estudios de género, la masculinidad hegemónica es un concepto popularizado por la socióloga R. W. Connell que refiere a las prácticas propuestas que promueven la posición social dominante de los hombres y la posición social subordinada de la mujer.
Las vías tradicionales para que los hombres ganen honor eran proporcionadas por sus familias y el ejercicio del liderazgo. Raewyn Connell ha denominado al conjunto de roles y privilegios masculinos tradicionales como masculinidad hegemónica, alentado en los hombres y desalentado en las mujeres: «La masculinidad hegemónica se puede definir como la configuración de la práctica de género que encarna la respuesta corrientemente aceptada al problema de la legitimidad del patriarcado, lo que garantiza la posición dominante de los hombres y la subordinación de las mujeres».

La construcción de la masculinidad hegemónica está directamente vinculada con la adopción de prácticas temerarias y de graves riesgos.

Dentro de los roles característicos que se les asigna a la masculinidad hegemónica se encuentran: virilidad, caballerosidad, superioridad, fortaleza, temple, competición, entre otros. Esto lleva a una división social del trabajo desigual donde el varón tiene un lugar en el mundo asociada a la fuerza de trabajo y el liderazgo (como los negocios, la política, las fábricas y el campo) y la mujer al de la reproducción y el cuidado (como la enfermería, la puericultura, la gastronomía). Esto produce personas incompetentes, como hombres incapaces de cocinar y mujeres incapaces de cambiar un fusible. Pues los hombres y mujeres «sólo saben cosas de su género». En palabras del psicólogo José Manuel Salas Calvo:

Además, como es el más fuerte, el más inteligente, el racional, «el hombre de la casa», debe asumir como propias de su masculinidad una serie de tareas que lo hacen encarar obligaciones y funciones de manera aberrante (lo mismo que sucede en la mujer: como la lleva dentro por nueve meses, la parió y puede amamantarla, es la única capacitada y llamada al cuido de la prole). Así el hombre es el llamado al sostén y mantenimiento de la familia, a asumirse únicamente como proveedor de las cuestiones materiales de la familia (obviando nutrir con otros alimentos básicos de la convivencia humana), a no manifestar preocupaciones cuando la situación socioeconómica aprieta, etc.

#### Consecuencias de la masculinidad hegemónica
Las consecuencias de este marcado estereotipo social se pueden encontrar en los servicios de terapia intensiva de los hospitales, en la población carcelaria, donde la gran mayoría de los reclusos son varones, en las estadísticas de accidentes y los índices delictivos pues los varones tendrían una mayor propensión a cometer crímenes. Ser varón es un factor de riesgo tanto para las estadísticas de suicidio como para las estadísticas de accidentes de tránsito, domésticos y laborales.

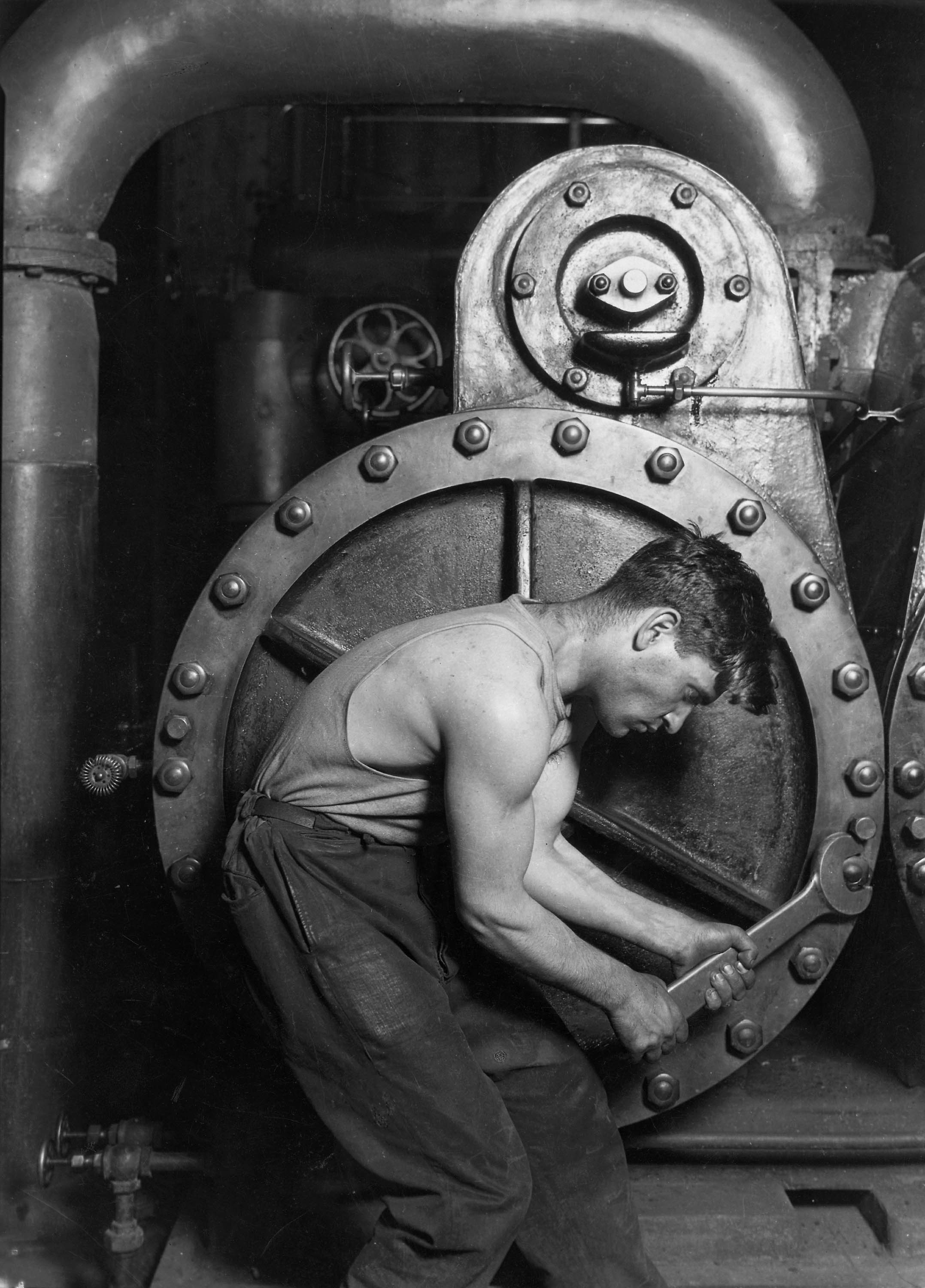
La maquinaria, el trabajo fuerte y los músculos son tradicionalmente asociados con la masculinidad.

Según la filósofa Simone de Beauvoir, desde muy pequeños a los varones que crecen bajo el sistema de la masculinidad hegemónica se les raciona la ternura que se les brinda a las niñas condenándolos a la independencia. La madre les niega las muestras de afecto como besos, abrazos y caricias, tampoco se les halaga por sus esfuerzos de seducción, sino que se les enseña a no ser coquetos. No se les protege contra la angustia de la soledad porque «los hombres no tienen miedo». A través de frustraciones experimentan desde muy temprano el desamparo. Su destete es más brutal que el de las niñas. Los padres, la familia, el sistema educativo, los amigos y los medios de comunicación les enseñan cosas como «un hombre no pide besos», «un hombre no se mira en el espejo», «las niñas juegan con muñecas y los niños con la pelota», «pelearse es de hombres»,  «un hombre no llora». Se les inculca desde muy temprano el orgullo por la trascendencia de su sexo como compensación por todas las frustraciones padecidas.
Para la sociedad patriarcal, la eficiencia del varón se identifica solamente con el rendimiento productivo, laboral, económico, profesional, sexual y bélico, sin tener en cuenta sus necesidades humanas tanto emocionales como físicas. Sus sentimientos, su salud física y mental y su deseo sexual. Los varones son compelidos a tener una vida sexual frecuente y a estar siempre disponibles, como si más fuera sinónimo de mejor. Con lo que la sexualidad masculina, que debería ser un placer voluntario, se convierte en un mandato social. Las consecuencias empeoran cuando no se emplean métodos anticonceptivos, lo que provoca embarazos no deseados, infecciones de transmisión sexual entre otros problemas.

Como ejemplo podemos citar el hecho de que se espera que los jóvenes tengan experiencias sexuales como demostración de virilidad, ya que no hacerlo, puede llevar a la sociedad a dudar de su masculinidad. Esta situación lo enfrenta a un mayor riesgo si desconoce las estrategias de protección.

Pero como estos «valores masculinos» son socialmente más valorizados que los «valores femeninos», en la sociedad de la masculindad hegemónica, muchas veces los varones tienden a confundir más fácilmente identidad personal con identidad de género que las mujeres, o sea, lo que se espera de ellos según el estereotipo social, con lo que realmente son.

Los estudios sobre varones surgieron básicamente para dar respuesta a las diversas formas de hacerse hombres en diferentes sociedades y contextos, pero más que nada, emergieron para entender por qué si el modelo tradicional de masculinidad ubica a los varones en una posición de poder y autoridad, desde hace algunas décadas se encuentran vulnerables a los vaivenes de la vida global y frente a las mujeres.

### Estrés del rol de género
En 1987 Eisler y Skidmore estudiaron la masculinidad; crearon la idea de «estrés masculino» y hallaron tres elementos de la masculinidad que a menudo resultan en estrés emocional:
- El énfasis en prevalecer en situaciones que requieren del cuerpo y de la forma física.
- Ser percibido como emocional.
- La necesidad de resultar adecuado en materia sexual y estatus financiero.

Debido a las normas y presiones sociales asociados con la masculinidad, los hombres con lesiones de la médula espinal, por ejemplo, deben adaptar su propia identidad a las pérdidas asociadas con este tipo de lesiones; esto puede «llevar a sentimientos de disminución de la capacidad física y sexual con baja autoestima y una pérdida de la identidad masculina; también experimentan sentimientos de culpa y pérdida general de control». La investigación también sugiere que los hombres sienten la presión social para apoyar los modelos masculinos tradicionales en la publicidad. Brett Martin y Juergen Gnoth (2009) encontraron que aunque los hombres con comportamientos femeninos prefieren en privado modelos femeninos, en público expresaron su preferencia por modelos masculinos tradicionales; según los autores, esto refleja la presión social sobre los hombres a respaldar las normas masculinas tradicionales.
Ha comenzado una discusión de las masculinidades en relación con la posición social de un hombre y el poder político. Según Joseph Pleck, existe un sistema de relaciones de hombre a hombres en la sociedad patriarcal de los Estados Unidos. Las jerarquías son demarcados por los niveles de masculinidad, equiparados con estado físico en la juventud y la adquisición de la riqueza y las mujeres con la edad.
En su libro Raising Cain: Protecting The Emotional Life of Boys, Dan Kindlon y Michael Thompson escribieron que aunque todos los niños nacen amorosos y empáticos, la exposición a la socialización de género (el ideal del macho duro y la hipermasculinidad ) limita su capacidad para funcionar como adultos emocionalmente sanos. Según Kindlon y Thompson, los niños carecen de la capacidad para entender y expresar emociones de manera productiva debido a la tensión impuesta por los roles masculinos de género.

### Masculinidad en crisis

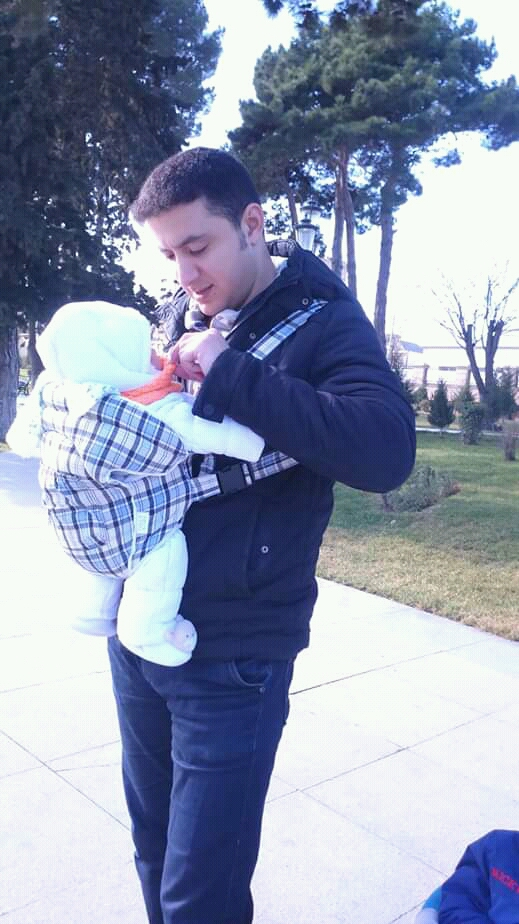
Padre cuidando de su hijo.

Ha surgido una teoría de la «masculinidad en crisis»; el arqueólogo australiano Peter McAllister dijo: «Tengo una fuerte sensación de que la masculinidad está en crisis. Los hombres están realmente buscando un papel en la sociedad moderna; las cosas que solíamos hacer no son ya de gran demanda». Otros ven el mercado laboral cambiante como fuente de estrés. La desindustrialización y la sustitución de la industrias de chimenea por la tecnología han permitido que más mujeres ingresen a la fuerza laboral con la consiguiente reducción del énfasis en la fuerza física.
La crisis también se ha atribuido al feminismo y su cuestionamiento de la dominación masculina y de los derechos concedidos a los hombres únicamente sobre la base del sexo. El sociólogo británico John MacInnes escribió que «la masculinidad siempre ha estado en una crisis u otra», lo que sugiere que las crisis surgen de la «incompatibilidad fundamental entre el principio básico de la modernidad que todos los seres humanos son esencialmente iguales (con independencia de su sexo) y el núcleo principal del patriarcado de que los hombres son superiores a las mujeres, naturalmente, y por lo tanto destinados a gobernar sobre ellas».
John Beynon examinó la discusión de la masculinidad en crisis, encontrando que a menudo se confunde el concepto de la masculinidad con los hombres y no está claro si la masculinidad, los hombres o ambos están supuestamente en crisis. Según Beynon, la «crisis» no es un fenómeno reciente; ilustró varios períodos de crisis masculina a lo largo de la historia (algunos precediendo los movimientos de las mujeres y la sociedad posindustrial), lo que sugiere que debido a la naturaleza fluida de la masculinidad «la crisis es constitutiva de la masculinidad en sí». El estudioso del cine León Hunt acordó: «Cuando quiera que la "crisis" de la masculinidad comenzó, ciertamente parece haber sido en algún momento de la década de 1970».

### «Masculinidad precaria»
Algunos investigadores han argumentado que la «precariedad» de la masculinidad contribuye al comportamiento tradicionalmente masculino. «Precario» significa que la masculinidad no es innata, sino que debe ser alcanzada. En muchas culturas, los niños sufren dolorosos rituales de iniciación para convertirse en hombres. La masculinidad también se puede perder, como cuando un hombre es ridiculizado por no «ser un hombre». Los investigadores han encontrado que los hombres responden a las amenazas a su hombría mediante la participación en las conductas y creencias estereotipadamente masculinas, el apoyo de la jerarquía, la adhesión a creencias homofóbicas, el apoyo a la agresión y la elección de tareas físicas más que de las intelectuales.
En 2014, Winegard, Winegard y Geary escribieron que la precariedad de la masculinidad implica estatus social (prestigio o dominancia), y la virilidad puede ser más (o menos) precaria debido a las vías que tienen los hombres para alcanzar el estatus. Los hombres que se identifican con actividades creativas, como la poesía o la pintura, pueden no experimentar la masculinidad como precaria, pero pueden responder a las amenazas a su inteligencia o creatividad. Sin embargo, los hombres que se identifican con actividades tradicionalmente masculinas (como el fútbol o el ejército) pueden ver la masculinidad como precaria. Según Winegard, Winegard, y Geary, esto es funcional; la poesía y la pintura no requieren rasgos tradicionalmente masculinos, y los ataques a esos rasgos no inducen a la ansiedad. El fútbol y el ejército requieren rasgos tradicionalmente masculinos, como la tolerancia al dolor, la resistencia, la musculatura y coraje y los ataques a esos rasgos inducen ansiedad y pueden desencadenar impulsos y comportamientos de represalia. Esto sugiere que los debates «naturaleza-versus-crianza» acerca de la masculinidad pueden ser simplistas. Aunque los hombres evolucionaron para perseguir el prestigio y el dominio (estatus), la forma en que persiguen dicho estatus depende de sus talentos, rasgos y disponibilidad de posibilidades. En las sociedades modernas, pueden existir más vías hacia el estatus que en las sociedades tradicionales y esto puede reducir la precariedad de la masculinidad (o de la virilidad tradicional); Sin embargo, es probable que esto no atenúe la intensidad de la competencia entre varones.